# Quang Long
Quang Long là một xã thuộc tỉnh Cao Bằng, Việt Nam.

## Địa lý
Xã Quang Long nằm ở phía đông huyện Hạ Lang, có vị trí địa lý:
- Phía đông giáp Trung Quốc
- Phía tây giáp thị trấn Thanh Nhật
- Phía nam giáp xã Thống Nhất
- Phía bắc giáp xã Đồng Loan và xã Thắng Lợi.

Xã Quang Long có diện tích 44,27 km², dân số năm 2019 là 1.886 người, mật độ dân số đạt 43 người/km².
Trên địa bàn xã có một số ngọn núi như Ba Nà Cai, Sa Phài Riếu, Lũng Khóp, Lũng Rỳ, Lũng Phặc, Lũng Rót, Lũng Túng Tiếu, Lũng Trù Khà, Nà Kiểng, Sa Lũng Thàn, Ban Mê Nàng, Sa Lũng Riệm, Thang Mộng, Lũng Đáy. Tỉnh lộ 207 chạy qua phần cực tây của xã.

## Lịch sử
Ngày 15 tháng 9 năm 1969, giải thể huyện Hạ Lang, xã Quang Long được sáp nhập vào huyện Quảng Hòa.
Ngày 1 tháng 9 năm 1981, xã Quang Long được chuyển về huyện Hạ Lang vừa tái lập.
Đến năm 2019, xã Quang Long được chia thành 11 xóm: Bó Mực, Bó Chỉa, Khẻo Mèo, Kiểng Phặc, Cuốn Phầy, Lũng Lạc, Luông Trên, Luông Dưới, Khị Rót, Nặm Tát, Xa Lê.
Ngày 9 tháng 9 năm 2019, Hội đồng Nhân dân tỉnh Cao Bằng ban hành Nghị quyết số 27/NQ-HĐND về việc:
- Sáp nhập xóm Bó Mực vào xóm Bó Chỉa
- Sáp nhập hai xóm Luông Trên và Luông Dưới thành xóm Lũng Luông
- Sáp nhập hai xóm Khị Rót và Lũng Lạc thành xóm Kỳ Lạc.

## Hành chính
Xã Quang Long được chia thành 8 xóm: Bó Chỉa, Cuốn Phầy, Khẻo Mèo, Kiểng Phặc, Kỳ Lạc, Lũng Luông, Nặm Tát, Xa Lê.